# 芥川舟之
芥川 舟之（あくたがわ しゅうし、1817年（文化14年）？ - 1890年（明治23年））は、幕末から明治にかけての学者、教育家。号は帰山（きざん）。
曽祖父に芥川丹邱、祖父に芥川元澄、父に芥川希由（玉潭）がいる。舟之は3代目である。

## 生年月日
芥川舟之の生年月日には異説あり、正確には生年不詳とされる場合が多い。

## 生涯
1817年に、学者の芥川希由のもとで生まれる。藩校の教官として働いた他、越前鯖江藩第7代藩主である間部詮勝が老中として京都に赴いた際、詮勝の会議議員として就いた。また、鯖江市惜陰小学校で教鞭を執るなど、政治的にも関わる人物であった。1890年に死去。